# Tadeusz Stefan Kurkiewicz
Tadeusz Stefan Kurkiewicz (ur. 23 lutego 1885 w Strzegowie, zm. 11 marca 1962 w Poznaniu) – polski histolog, profesor Uniwersytetu Poznańskiego i Akademii Medycznej w Poznaniu.

## Życiorys
Urodził się w Strzegowie, a jego rodzicami byli Franciszek Kurkiewicz, chłop oraz Zofia z domu Krusiewicz. W 1902 w płockim gimnazjum klasycznym otrzymał świadectwo maturalne, a następnie zapisał się na Oddział Przyrodniczy Wydziału Fizyczno-Matematycznego Cesarskiego Uniwersytetu Warszawskiego. Wydalony został z uczelni za udział w strajku szkolnym 1905. Wyjechał do Krakowa, gdzie od 1906 do 1910 był studentem Wydziału Filozoficznego Uniwersytetu Jagiellońskiego, na którym studiował nauki przyrodnicze. W czasie studiów był demonstratorem, a później przy Katedrze Histologii na Wydziale Lekarskim asystentem u profesora Stanisława Maziarskiego. W 1911 po napisaniu pracy Zur Kenntniss der Histogenese der Herzmuskels der Wirbeltiere (O histogenezie mięśnia sercowego zwierząt kręgowych) uzyskał stopień doktora filozofii i wyjechał do Warszawy. Pracował tam w polskim szkolnictwie, a jako asystent w Zakładzie Histologii Prawidłowej UW. W październiku 1914 został ewakuowany do Tomska, w którym od stycznia 1915 pracował jako asystent w uniwersyteckim zakładzie histologii. W 1916 roku został powołany do rosyjskiego wojska. Służył w 25 Pułku Strzelców Syberyjskich, ukończył Szkołę Wojskową w Irkucku. Po wybuchu rewolucji październikowej, w lutym 1918, powrócił na uniwersytet w Tomsku. Awansował na prosektora, a w 1920 roku uzyskał tytuł docenta prywatnego. W maju 1921 roku habilitował się z histologii i embriologii. Habilitował się tutaj z histologii w maju 1921, a w roku następnym powrócił do Polski, gdzie w Zakładzie Histologii Uniwersytetu Poznańskiego objął zastępczo kierownictwo. W tym samym roku na UP z histologii i embriologii odbył ponownie habilitację. 
Został mianowany w grudniu 1923 profesoremnadzwyczajnym i kierownikiem Katedry i Zakładu Histologii Prawidłowej i Embriologii UP. Profesor zwyczajny w 1935. Dziekan Wydziału Lekarskiego Uniwersytetu Poznańskiego od 1935 do 1936 oraz od 1936 do 1937. Jeden ze współzałożycieli Związku Nauczycielstwa Szkół Wyższych i poznańskiego koła Polskiego Związku Myśli Wolnej. Od 1918 do 1939 brał udział w akcji niesienia pomocy więźniom politycznym. W okresie okupacji był w Warszawie. Pracował jako urzędnik w Wydziale Szpitalnictwa Zarządu Miejskiego, pracownik umysłowy w Szpitalu Dzieciątka Jezus, kasjer w Klinice Chorób Dziecięcych oraz w Szpitalu Czerwonego Krzyża. Brał udział w nauczaniu na Tajnym Uniwersytecie Ziem Zachodnich i tajnych kursach UW. Przebywał w Książu Wielkim po powstaniu warszawskim, a w marcu 1945 przyjechał do Poznania i pracował na dawnym stanowisku. Dziekan Wydziału Lekarskiego UP od 1945 do 1946 i od 1947 do 1948 oraz pierwszy rektor Akademii Medycznej od 1949 do 1952. Emerytem został w 1959 i kierował Zakładem Histologii Prawidłowej i Embriologii Akademii Medycznej.
Był członkiem Polskiego Towarzystwa Anatomicznego, Polskiego Towarzystwa Histochemików i Cytochemików, Poznańskiego Towarzystwa Przyjaciół Nauk i L’Association des Anatomistes. Należał do Czerwonego Krzyża, Towarzystwa Przyjaźni Polsko-Radzieckiej, Demokratycznej Profesury, Towarzystwa Przyrodników im. Kopernika.
Zmarł w Poznaniu 11 marca 1962. Został pochowany w Alei Zasłużonych Cmentarza Junikowskiego w Poznaniu (AZ-P-11).

## Ordery i odznaczenia
- Złoty Krzyż Zasługi (19 marca 1931)[9]
- Medal Niepodległości (15 kwietnia 1932)[10]